# 앨리슨 맥
앨리슨 맥(영어: Allison Christin Mack, 1982년 7월 29일 ~ )은 미국의 여배우였다.
독일 프레츠에서 일하던 미국인 가정에서 태어나 2살 때 귀국했다. 어린 시절부터 연기 활동을 했으며 2001년부터 2011년까지 히트작 《스몰빌》에서 클로이 설리번 역을 맡은 것으로 가장 잘 알려져 있다.
2018년 성착취와 강제노동을 일삼던 다단계 컬트 집단 NXIVM(넥시엄)에 연루되어 체포되었다. 맥은 2006년부터 넥시엄에 가입하였으며, 2015년부터 교주 키스 래녜어리를 위해 성착취 조직을 운영하고 이를 위해 여성들을 유인, 협박, 학대하는 역할을 한 것으로 알려졌다. 기소장에서는 최소 15년에서 최대 종신형이 구형되었으나 플리 바겐을 거쳐 2021년 징역 3년과 집행유예를 선고 받았다.

## 출연작품

### 영화
- 폴리스 아카데미 6 (1989)
- 빼앗긴 이름 (1989, I Know My First Name is Steven)
- Living a Lie (1991)
- 완벽한 신부 (1991, The Perfect Bride)
- A Message from Holly (1992)
- 사생활 (1992, A Private Matter)
- A Mother's Revenge (1993)
- 나이트 아이 3 (1993, Night Eyes Three)
- 아빠가 최면에 걸렸어요 (1994, No Dessert, Dad, Til You Mow the Lawn)
- 비밀 캠프 (1994)
- Dad, the Angel & Me (1995)
- Unlikely Angel (1996)
- The Care and Handling of Roses (1996)
- Stolen Memories: Secrets from the Rose Garden (1996)
- 아빠가 줄었어요 (1997)
- My Horrible Year! (2001)
- 앤트 불리 (2006) - 목소리
- 슈퍼맨/배트맨: 공공의 적 (2009) - 목소리

### 텔레비전
- 스위치드 앳 버스 (1991)
- Hiller and Diller (1997)
- Opposite Sex (2000)
- 스몰빌 (2001-11) - 한국어 성우: 김서영